# Resolutie 1493 Veiligheidsraad Verenigde Naties
Resolutie 1493 van de Veiligheidsraad van de Verenigde Naties werd unaniem door de VN-Veiligheidsraad aangenomen op 28 juli 2003.

## Achtergrond
In 1994 braken in de Democratische Republiek Congo etnische onlusten uit die onder meer werden veroorzaakt door de vluchtelingenstroom uit de buurlanden Rwanda en Burundi. In 1997 beëindigden rebellen de lange dictatuur van Mobutu en werd Kabila de nieuwe president. In 1998 escaleerde de burgeroorlog toen andere rebellen Kabila probeerden te verjagen. Zij zagen zich gesteund door Rwanda en Oeganda. Toen hij in 2001 omkwam bij een mislukte staatsgreep werd hij opgevolgd door zijn zoon. Onder buitenlandse druk werd afgesproken verkiezingen te houden die plaatsvonden in 2006 en gewonnen werden door Kabila. Intussen zijn nog steeds rebellen actief in het oosten van Congo en blijft de situatie er gespannen.

## Inhoud

### Waarnemingen
Nog steeds rees er bezorgdheid over de illegale ontginning van Congo's natuurlijke rijkdommen. Intussen was in dat land een regering van nationale eenheid en overgang opgericht. Ook was er bezorgdheid over de vijandelijkheden die nog steeds doorgingen in de provincies Noord- en Zuid-Kivu en Ituri, in het oosten van het land, en de ernstige mensenrechtenschendingen die daarmee gepaard gingen.

### Handelingen
Het mandaat van de MONUC-vredesmacht in Congo werd verlengd tot 30 juli 2004. Op aanbevelen van de secretaris-generaal autoriseerde de Veiligheidsraad een versterking van de macht tot 10.800 manschappen. In de eerste maanden van de nieuwe overgangsregering van Congo mocht de MONUC deelnemen aan de veiligheidshandhaving in Kinshasa.
De Raad eiste voorts dat alle partijen de veiligheid van de bevolking, vooral in de oostelijke regio's, verzekerden. Ook werd opnieuw de rekrutering van kindsoldaten en de voortzetting van het geweld veroordeeld. Men was bezorgd dat dat geweld MONUC's missie in gevaar bracht. Opnieuw werd geëist dat alle landen in de regio hun steun aan gewapende groepen stopzetten en gedurende twaalf maanden maatregelen troffen tegen wapenleveringen aan die groepen.

## Verwante resoluties
- Resolutie 1484 Veiligheidsraad Verenigde Naties
- Resolutie 1489 Veiligheidsraad Verenigde Naties
- Resolutie 1499 Veiligheidsraad Verenigde Naties
- Resolutie 1501 Veiligheidsraad Verenigde Naties

Lijst ·  1455 ·  1456 ·  1457 ·  1458 ·  1459 ·  1460 ·  1461 ·  1462 ·  1463 ·  1464 ·  1465 ·  1466 ·  1467 ·  1468 ·  1469 ·  1470 ·  1471 ·  1472 ·  1473 ·  1474 ·  1475 ·  1476 ·  1477 ·  1478 ·  1479 ·  1480 ·  1481 ·  1482 ·  1483 ·  1484 ·  1485 ·  1486 ·  1487 ·  1488 ·  1489 ·  1490 ·  1491 ·  1492 ·  1493 ·  1494 ·  1495 ·  1496 ·  1497 ·  1498 ·  1499 ·  1500 ·  1501 ·  1502 ·  1503 ·  1504 ·  1505 ·  1506 ·  1507 ·  1508 ·  1509 ·  1510 ·  1511 ·  1512 ·  1513 ·  1514 ·  1515 ·  1516 ·  1517 ·  1518 ·  1519 ·  1520 ·  1521